# Лесной (городской округ город Барнаул)
Лесно́й — посёлок в Алтайском крае России. Входит в городской округ город Барнаул. Административно подчинён Власихинской сельской администрации Индустриального района города Барнаул города Барнаул.

## География
Посёлок расположен в лесостепной зоне Западно-Сибирской равнины, на северо-востоке Приобского плато, на западе Барнаула, рядом с селом Власиха.

## История
Посёлок возник в начале 1950-х годов, где в то время проживало около 150 человек.  

## Население
| 1997 | 1998  | 1999  | 2000  | 2001  | 2002  | 2003  | 2004  | 2005  |
| ---- | ----- | ----- | ----- | ----- | ----- | ----- | ----- | ----- |
| 767  | ↘765  | ↘726  | ↗772  | ↗1041 | ↗1054 | ↘886  | ↗934  | →934  |
| 2006 | 2007  | 2008  | 2009  | 2010  | 2011  | 2012  | 2013  | 2021  |
| ↗984 | ↗1216 | ↘1157 | ↘1143 | ↗1514 | ↗1522 | ↗1567 | ↗1639 | ↗3278 |

Национальный состав
Согласно результатам переписи 2002 года, в национальной структуре населения русские составляли 79 % от 1093 чел.

## Инфраструктура
В Лесном расположен кооператив «Птицевод Алтая» комбинат «Труд», лётная школа-интернат. Имеются средняя школа, фельдшерско-акушерский пункт.
К селению примыкает массив дачных и садоводческих товариществ.

## Транспорт
Лесной доступен автомобильным и железнодорожным транспортом.
Автобусное сообщение. В пешей доступности жд. остановочный пункт Интернат (по лётной школе), в садоводческих товариществах — платформы 324 км, 325 км.